# Luke Tenuta
Luke Nicholas Tenuta (Columbus, 1º settembre 1999) è un giocatore di football americano statunitense che milita nel ruolo di offensive tackle per gli Arizona Cardinals della National Football League (NFL).

## Carriera

### Buffalo Bills
Tenuta al college giocò a football a Virginia Tech. Fu scelto nel corso del sesto giro (209º assoluto) nel Draft NFL 2022 dai Buffalo Bills. Il 30 agosto 2022 fu svincolato.

### Indianapolis Colts
Il 31 agosto 2022 Tenuta firmò con gli Indianapolis Colts. Il 15 ottobre 2022 fu svincolato.

### Green Bay Packers
Il 18 ottobre 2022 Tenuta firmò con i Green Bay Packers. Scese in campo per la prima volta il 25 dicembre 2022, giocando quattro snap negli special team nella vittoria della settimana 16 contro i Miami Dolphins. La sua stagione da rookie si chiuse con 3 presenze, nessuna delle quali come titolare.

### Arizona Cardinals
Il 29 agosto 2024 Tenuta firmò con la squadra di allenamento degli Arizona Cardinals.